# Інваріант вузла
Інваріант вузла — характеристика вузла (у найпростішому випадку число, але може бути многочленом, групою і так далі), визначена для кожного вузла і однакова для еквівалентних вузлів. Еквівалентність зазвичай задається охоплювальною ізотопією, але може задаватися і як гомеоморфізм.
Дослідження інваріантів мотивовані не тільки основним завданням теорії — розрізненням вузлів — але також і необхідністю зрозуміти фундаментальні властивості вузлів та їх зв'язком з іншими галузями математики.
З сучасної точки зору, природно визначати інваріант вузла за його діаграмою. Звичайно, інваріант повинен залишатися незмінним під час рухів Рейдемейстера, ця властивість еквівалентна інваріантності характеристики.

## Приклади
- Найпростішим прикладом інваріанта є можливість розфарбувати в три кольори[ru], а також кількість таких розмальовок.
- Одними з найзручніших інваріантів для розрізнення вузлів є многочлени вузлів:
  - многочлен Джонса;
  - многочлен Александера.
- Інваріанти скінченного типу[ru] — клас інваріантів вузлів, що характеризується певним співвідношенням на всі розділення сингулярного вузла з даним числом самоперетинів.
- Інші інваріанти можуть бути визначені при розгляді деяких цілих функцій на вузлових діаграмах, взяттям їх мінімуму серед усіх можливих діаграм даного вузла. До цього типу відноситься число перетинів, яке є мінімумом кількості перехресть серед всіх діаграм вузла, а також мінімальна число мостів. Такі інваріанти легко визначити, але майже неможливо порахувати.
- Теорема Гордона — Люка стверджує, що доповнення вузла (як топологічного простору) є «повним інваріантом» вузла, в тому сенсі, що воно відрізняє заданий вузол від всіх інших з точністю до охоплювальної ізотопії та дзеркального відображення. Серед інваріантів, пов'язаних з доповненням вузла, є група вузла, яка є просто фундаментальною групою його доповнення. Квандл вузла (knot quandle) також є повним інваріантом у цьому сенсі, але квандли складно порівнювати на ізоморфність.
- Гіперболічна структура на доповненні гіперболічного зачеплення однозначно визначається жорсткістю Мостова, тому гіперболічний об'єм інваріантний для цих вузлів і зачеплень. Об'єм та інші гіперболічні інваріанти виявилися ефективними, для складання великих таблиць вузлів.
- гомологічні інваріанти вузлів, які категорифікують (переводять у терміни теорії категорій) добре відомі інваріанти. Наприклад
  - Гомологія Гігарда Флора — це теорія гомології, ейлеровою характеристикою якої є многочлен Александера вузла. Вона виявилася корисною для отримання нових результатів про класичні інваріанти.
  - Ще один напрямок досліджень — комбінаторно визначена теорія когомологій, названа гомологією Хованова[en], її ейлерова характеристика — многочлен Джонса.